# Josef Umlauf
Josef Umlauf, křtěný Josef Ignac Sigfrid (19. května 1800 Železný Brod  – 4. října 1869 Bělá pod Bezdězem) byl český důstojník dělostřelectva císařsko-královské armády, spisovatel, regionální historik a kronikář.

## Život
Pocházel z rodiny vojenského lékaře Ignáce Umlaufa  c. k. husarského pluku, později městského lékaře v Železném Brodě a jeho ženy Kateřiny rodem Schitczr, dcery soukeníka z Železného Brodu.  Později Navštěvoval školu v Železném Brodě a od roku 1812 gymnázium v Jičíně. Již v této době měl zájem o historii a navštěvoval zříceniny hradů.

### Vojenská kariéra
Roku 1821 vstoupil dobrovolně jako kadet do 4. dělostřeleckého pluku generálmajora barona Fašinka v Českých Budějovicích, současně studoval v Českých Budějovicích v letech 1922–23 matematickou školu. Ve studiu pokračoval do roku 1825 v Praze, kam byl na vlastní žádost přeložen k 1. pluku. Roku 1829 sloužil v hodnosti desátníka při c. k. sboru pumovníků ve Vídni. Během povstání v Itálii sloužil pod velením Radeckého ve Veroně (1831), od roku 1836 jako pobočník u prvního armádního sboru u majora Ondřeje Müllera z Müllenau v Miláně a v hodnosti poručíka v Padově (1839). Roku 1840 byl převelen do Prahy. Zde během červnových bouří v roce 1848 se svou baterií vytáhl na Václavské náměstí. Roku 1849 byl povýšen na setníka (Artillerie-hauptmann), načež na vlastní žádost odešel do penze. V penzi žil v Železném Brodě a od roku 1851 (nebo 1852) do své smrti v Bělé pod Bezdězem.

### V penzi
Po odchodu na odpočinek se plně věnoval své zálibě v historii. V době pobytu v Železném Brodě napsal Dějepis Železného Brodu. Na základě studia městských knih a dalších achiválií mezi lety 1853–1856 zpracoval na více než tisíci rukopisných stranách historii Bělé pod Bezdězem. Z tohoto rukopisu čerpal informace pro svá díla např. Zikmund Winter.
Dne 6. července 1858 shořela při požáru bělské Valdštýnské ulice i Umlaufova knihovna obsahující více než 300 českých, německých, anglických a italských knih.
Pohřben byl v Bělé pod Bezdězem.

## Dílo

### Vojenství
Umlauf byl uznávaným odborníkem ve vojenské strategii, balistice a puškařství, ale jeho díla zůstala většinou v rukopisech. Společně s Emanuelem Salomonem Friedbergem-Mírohorským a rytmistrem Kraftou je autorem hesel z oboru válečnictví a vojenské terminologie v Riegrově slovníku naučném.
- O puškařství starodávném v Čechách, rukopis vzniklý po roce 1859[5]
- Umění dělostřelecké a jeho stav léta 1857–1861 v císařsko-královské armádě rakouské, rukopis o 503 stranách, překlad německého služebního předpisu z roku 1857 s Umlaufovými postřehy z vojenské praxe, 1861[5]
- Zásady strategie od Jeho císařské Výsosti arciknížete rakouského Karla, gouvernera a generálního kapitána Království českého a t. d.,[5] překlad, nákladem Josefa Zwickela, Mladá Boleslav 1862[4][5]

### Historie

#### Monografie
- Dějepis města Železného Brodu nad Jizerou[5], rukopis[3]
- Dějepis okresního města Bělé jinak Nového Bezdězí v Boleslavsku, rukopis s úvodem o 38 stranách, dalšími 934 stranami textu a 130 stranami dodatků, 1853–1856[5]
- Dějepis c. k. výsadního sboru ostrostřeleckého v okresním městě Bělé jinak Novém Bezdězi, rukopis[2]

#### Studie
- Zřízení bratrstva literátů v Českých Budějovicích, 1845 v ČČM[3]
- Práva a nařízení lidu vojenskému, vydaná od Petra Voka z Rožmberka, 1847 v ČČM[3][4]
- Bělá čili Nový Bezděz v Boleslavsku, 1847 v Památkách archeologických[3]
- Několik studií ve sborníku Boleslavan[2][4][5]